# Музей Жакмар-Андре
Музей Жакмар-Андре (фр. Musée Jacquemart-André) — французский художественный музей. Расположен в 8-м округе Парижа, на правом берегу Сены, рядом с Елисейскими полями.
Резиденция построена во времена Второй империи архитектором Анри Параном (фр.) по заказу супругов Нели́ Жакмар и Эдуара Андре (фр.). В этом доме хранится редкая коллекция живописи — шедевры итальянского Ренессанса, французской школы изобразительного искусства XVIII века и фламандских мастеров. Всё перечисленное ставит коллекцию по значимости сразу после Лувра.
При посещении музея можно воспользоваться бесплатным аудио-путеводителем на 2 языках, английском и французском

## Коллекция живописи
В коллекцию супругов Жакмар-Андре входят произведения мастеров итальянского Ренессанса, французской школы изобразительного искусства XVIII века и фламандских мастеров:

### Итальянские живописцы и скульпторы
- Сандро Боттичелли «Мадонна с Младенцем»
- Витторио Кривелли «Святой Бонавентура».
- Каналетто:
  - «Площадь Сан-Марко»
  - «Мост Риальто»
- Донателло «Мученичество святого Себастьяна»
- Андреа Мантенья «Се человек (Ecce homo)»
- Джорджо Скьявоне «Мужской портрет»
- Джованни Баттиста Тьеполо:
  - «Аллегория справедливости и мира»
  - «Генрих III, торжественно принимаемый дожем Контарини (июль 1574 г.)»
- Паоло Уччелло «Св. Георгий, поражающий дракона (змия)»

### Голландские художники
- Рембрандт, «Путешествие в Эммаус», ок. 1628 г.
  - «Портрет доктора Tholinx»
  - «Портрет Амалии ван Сольмс»
- Антон Ван Дейк, «Портрет учёного»
- Якоб ван Рёйсдал, «Пейзаж окрестностей Харлема»

### Французские художники
- Франсуа Буше:
  - «Венера, надевающая символы Юноны»
  - «Сон Венеры»
- Жак Луи Давид: «Портрет графа Франсуа де Нант, государственного советника»
- Жан-Марк Натье: «Портрет Матильды де Канизи, маркизы д’Антен»
- Юбер Робер, «Руины галерей»
- Франсуа-Юбер Друэ: «Мальяик, играющий с кошкой»
- Элизабет Виже-Лебрен: «Портрет графини Екатерины Скавронской»

### Английские художники
- Сэр Томас Лоуренс, «Портрет графа Бэкингема»
- Сэр Джошуа Рейнольдс, «Портрет капитана Torryn»